# 밤의 가스파르
《밤의 가스파르- 알로이지우스 베르트랑에 의한 피아노를 위한 3개의 시 M.55》(프랑스어: Gaspard de la nuit: Trois poèmes pour piano d'après Aloysius Bertrand)는 모리스 라벨이 1908년에 작곡된 피아노를 위한 모음곡이다. 이 모음곡은 연주하기 매우 어려운 것으로 알려져 있으며, 특히 제3곡 스카르보는 라 발스 솔로 버전과 함께 라벨의 모든 피아노 곡들 중 테크닉적으로나 음악적으로 가장 어려운 곡으로 널리 알려져 있는 동시에, 피아니스트가 무대에서 선보이는 주요 레퍼토리 곡들 중 가장 연주하기 어려운 피아노 곡들 중 하나로 간주된다.

## 작곡 계기
밤의 가스파르는 피아니스트 리카르도 비녜스의 추천으로 인해 라벨이 알로이지우스 베르트랑이 1842년에 쓴 시집 '밤의 가스파르'에서 시 세 편을 토대로 작곡한 모음곡이다.

## 밤의 가스파르 시
라벨이 영감을 얻은 시 세 편은 다음과 같다:

### 물의 요정
“들어봐요, 들어봐요! 부드러운 달빛에 비친 당신의 유리창에 물방울을 흩뿌려 울리게 하는 것은, 나 물의 요정이랍니다. 그리고 여기 무지갯빛 가운을 걸친 저택의 아가씨가 발코니에 서서 별이 총총한 밤의 아름다움과 잠든 호수를 바라보고 있어요. 흐름을 헤엄치는 물방울 하나 하나가 물의 요정이고, 흐름의 하나하나가 나의 거처로 가는 오솔길이며, 그리고 나의 거처는 깊은 호수 속에 불과 흙과 공기의 세모꼴 속에 물로 만들어져 있죠 들어봐요, 들어봐요! 나의 아버지는 푸른 버드나무 가지로 물가를 찰랑거리고 계시죠. 그리고 나의 자매들은 그 물거품의 팔로 물백합과 글라디올러스가 우거진 푸른 풀의 섬을 쓰다듬고, 수염을 드리우고 구부정하게 강물에서 낚시하는 버드나무를 놀려대지요”
낮은 목소리로 그녀는 나에게 애원했다. 그녀의 반지를 내 손가락에 끼고 물의 요정의 남편이 되어 그녀의 거처에 와서 호수의 왕이 되라고. 그리고 나는 인간 여성을 사랑하고 있다고 대답하자, 그녀는 샐쭉해져서 투정부리며 나지막하게 울고, 갑작스럽게 소리내어 웃더니 물방울이 되어 나의 푸르스름한 창문을 타고 하얗게 흘러내려서는 이내 흩어져버렸다.

### 교수대
아! 내가 들은 것은 무엇이었던가? 그것은 밤바람의 음산한 울림이었던가? 아니면 교수대에 매달린 죽은 이의 한숨인가? 아니면 그것은 나무가 불쌍히 여겨 보호해 주는 귀뚜라미의 울음소리었던가? 그것은 죽음의 소리에 멀어버린 귓가에서 파리가 먹이를 찾는 신호인가? 아니면 벗겨진 머리의 피투성이 머리칼을 잡아뜯는 풍뎅이인가? 아니면 아마도 죄어진 그 목을 장식하려고 길다란 머슬린을 짜는 몇 마리의 거미인가? 그것은 지평선 너머 마을의 벽에서 울리는 종소리, 그리고 붉은 석양을 새빨갛게 물들이는 목 매달린 시체...

### 스카르보
오! 몇 번이나 나는 스카르보를 보고 들었던가. 황금빛 꿀벌로 얼룩진 남색 깃발 위에 은화 같이 달이 밝은 한 밤중에! 몇 번이나 나는 들었던가, 내 침대를 둘러싼 실크 커튼 속에서 긁어대는 듯 울려퍼지는 그의 웃음소리를. 몇 번이나 나는 보았던가, 천정에서 떨어져서 손을 놓은 마녀의 빗자루처럼 방 안을 빙글빙글 돌며 춤추는 것을. 그리고 그가 사라지는가 하고 생각하자마자, 그는 대성당의 첨탑처럼 커지고 또 커져서 달빛을 가리고 그의 뾰족한 모자에서는 금종이 울려퍼졌다! 그리고 그의 몸은 푸르게 변하여 마치 촛농처럼 투명해졌다. 그의 얼굴은 꺼져가는 양초처럼 창백해졌다... 그리고는 갑자기 사라져버렸다.

## 곡 해설
제 1곡 물의 요정은 라벨의 화성적 실험과 인상주의적 색채의 발전을 잘 보여주는 곡이며 물의 장난에 이은 두번째로 물과 관련된 곡이다.또한 전에 작곡된 물의 장난 이나 소나티네처럼 인상주의적 화음에 고전주의적 형식을 채용하였다. 이 곡은 또한 연주하기 매우 까다로운 것으로 알려져 있는데, 처음에 나오는 32분음표의 트레몰로는 매우 여리게 연주해야 하며 조성이 올림다장조인 관계로 악보를 보는것도 복잡하다.
제 2곡 교수대는 제목이 말해주듯이 우울한 곡이다. 이 곡은 특이한 점이 같은 음이 전 곡을 통틀어 계속 반복되는데, 무려 153번이나 반복된다. (시 플랫= 라 샵)
이 음의 반복으로 인해 마치 시간감각이 사라지는 듯한 느낌을 주고 이 반복되는 음들은 곡의 흐름과 상관 없이 계속 연주돼야 하기 때문에 곡의 선율, 흐름등과 이 음을 독립시키는 것이 매우 어렵다.
제 3곡 스카르보는 발라키레프의 이슬라메이보다 훨씬 어려운 곡을 쓰고싶어했던 라벨의 의도를 잘 보여주는, 매우 어려운 곡이다. 시에서 잘 드러나듯 스카르보는 장난치기를 좋아하는 요정 혹은 악마이며 이를 표현하는 것도 매우 어렵다. 8분의 3박자인 큰 스케르초로 볼 수도 있다.